# Студенческая улица (Екатеринбург)
Студе́нческая у́лица — магистральная улица в жилом районе «Втузгородок» Кировского административного района Екатеринбурга.

## Расположение и благоустройство
Улица идёт с севера на юг параллельно улице Комсомольская. Начинается от Т-образного перекрёстка с улицей Блюхера и заканчивается у улицы Педагогической (прямого выхода нет). Пересекается с улицами Комвузовской и Первомайской. Справа на улицу выходят улицы Кулибина, Академическая, Технологическая, Курьинский переулок, улица Лодыгина, переулки Ученический и Чаадаева. Протяжённость улицы составляет около 2600 метров. Ширина проезжей части в среднем около 7-9 метров (по одной полосе в каждую сторону движения).
На протяжении улицы имеются три светофора и два нерегулируемых пешеходных перехода. С обеих сторон улица оборудована тротуарами.

## История
Улица впервые показана как планируемая на плане Свердловска 1932 года, названия не имела. Более подробно улица показана на городских планах 1939 и 1942 годов, где она уже носит собственное название. Застроена среднеэтажными жилыми домами типовых серий, а также промышленной застройкой.

## Транспорт
Внимание! Этот раздел содержит информацию по состоянию на июнь 2012 года.

### Ближайшие станции метро
Действующих станций метро поблизости нет. В отдалённой перспективе вблизи пересечения с улицей Малышева планируется строительство станции 2-й линии Екатеринбургского метрополитена  «Студенческая».